# Eva-Lena Norgren
Eva-Lena Norgren, född 16 mars 1966, är en svensk jurist som var lagman i Södertälje tingsrätt från 2016 till 2019 och i Södertörns tingsrätt därefter till 2024. 1 oktober 2024 tillträder hon som lagman i Göteborgs tingsrätt.
Norgren, med en bakgrund från finansdepartementet, utsågs till lagman i Södertälje tingsrätt 17 mars 2016 en tjänst hon lämnade efter hon den 14 februari 2019 utnämndes till lagman i Södertörn tingsrätt. 1 oktober 2024 tillträdde hon som lagman i Göteborgs tingsrätt.